# Burg Kitsuki
Die Burg Kitsuki (japanisch 杵築城, Kitsuki-jō) befindet sich in der Stadt Kitsuki, Präfektur Ōita. In der Edo-Zeit residierte dort zuletzt ein Zweig der Matsudaira als kleinere Fudai-Daimyō.

## Burgherren in der Edo-Zeit
- Ab 1599 Vasallen des Hosokawa-Klans.
- Ab 1632 eine Nebenlinie der Ogasawara mit einem Einkommen von 40.000 Koku.
- Ab 1645 der Nomi-Zweig der Matsudaira mit 32.000 Koku.

## Geschichte

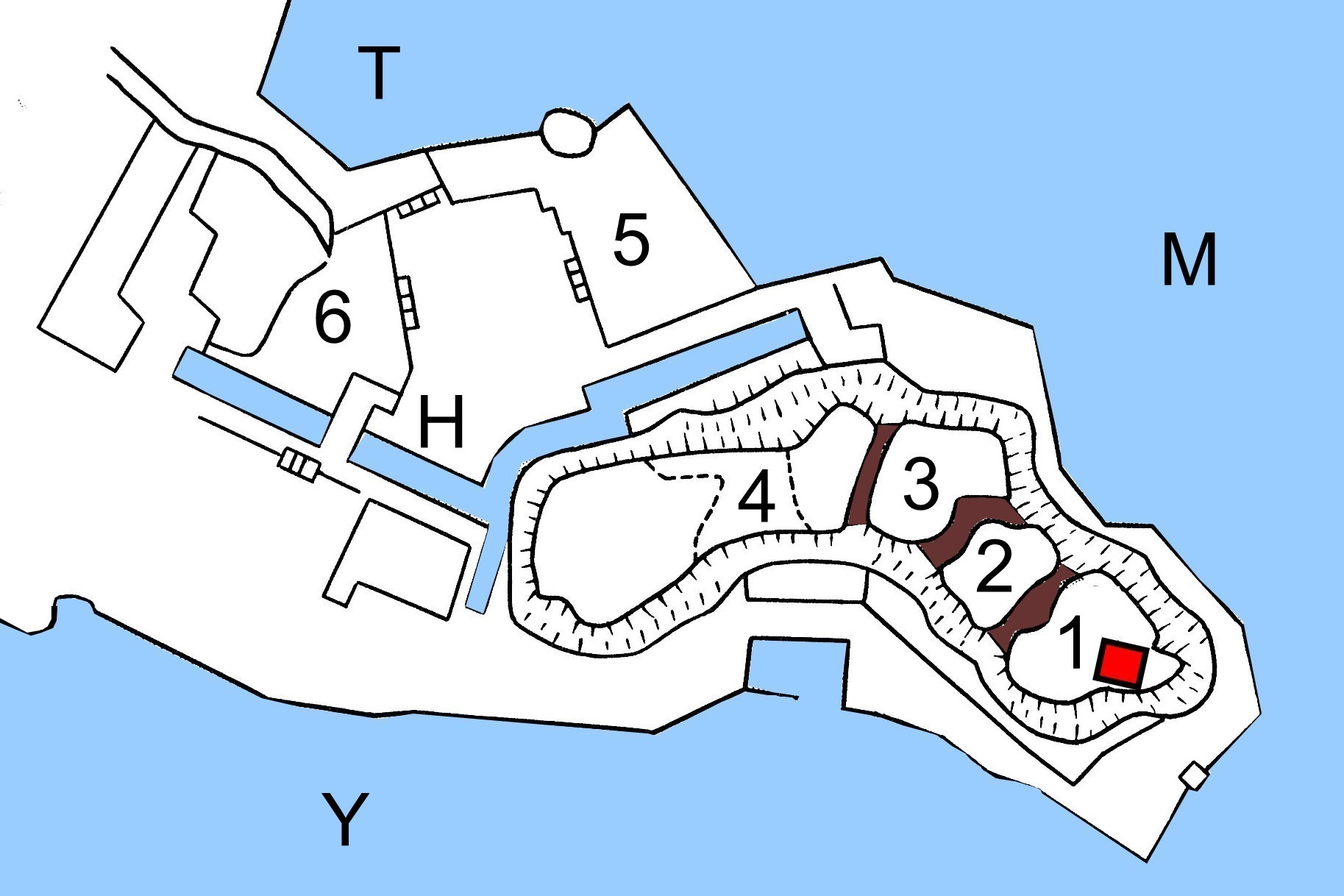
Alter Plan der Burg Kitsuki
1: 1. Bereich, Rot: Burgturm
2: 2. Bereich, 3: 3. Bereich
4: 4. Bereich, 5 und 6: Residenzen, H: Haupttor
T: Takayama-Flussmündung
Y: Yasaka-Fluss M: Morie-Bucht

Während der Nara- (710–784) und Heian-Zeiträume (794–1191) war Kitsuki Teil der Bezirke Hayami-gun und Kunisaki-gun in den acht Bungo-Grafschaften und wurde später zum Zentrum der Kunisaki-Halbinsel. Daimyo Ōtomo Chikahide schickte 1250 einen seiner Söhne in die Gegend und er gründete (ersetzte) die Kizuki-Familie. Der vierte Daimyo Kizuki Yorinao baute die Burg Kitsuki 1394 während der Muromachi-Zeit (1338–1573).
Die Burg wurde auf einer Anhöhe auf einer Halbinsel errichtet, die in die Meeresbucht Morie (守江湾, Morie-wan) hineinragt. Sie war von den Flüssen Takayama (高山川, Takayama-kawa) im Norden und Yasaka (八坂川, Yasaka-kawa) im Süden geschützt. Ursprünglich schrieb sich die mittelalterliche Burg des zur Ōtomo-Herrschaft gehörende Kitsuki-Klans wie dieser, nämlich „木付“. Als die Ōtomo in Folge des Korea-Kriegs ihre Macht verloren hatten, nahm sich als ihr Gefolgsmann der Burgherr, Kitsuki Shigenao (木付 鎮直; 1528–1593). das Leben, womit diese Familie ausstarb.
Nach den Kitsuki übernahm unter anderen Maeda Gen’i (前田 玄以; 1539–1602) die Burg, der sie modernisiert. Danach wurde Sugihara Nagafusa (杉原 長房; 1574–1629) Burgherr, der die Burg nach Westen hin am Fuß der Anhöhe erweiterte. Dort wurde nun die Residenz errichtete und auch ein Samurai-Viertel angelegt. Nachdem Tokugawa Ieyasu im Jahr 1600 die Herrschaft über Japan übernommen hatten, wurde Kitsuki eine Nebenburg der Hosokawa, die auf der Burg Matsui Yasuyuki (松井 康之; 1550–1612) und Ariyoshi Tatsuyuki (有吉 立行; 1559–1608) als Verwalter einsetzten. Die Burg kam dann an eine Nebenlinie der Ogasawara und schließlich an dem Nomi-Zweig der Matsudaira.
Die Burg bestand aus dem oberen Bereich auf der Anhöhe, der in vier Teilbereiche, hier Sanjō-no-kaku (山上の郭) 1 bis 4 genannt, unterteilt war. Die Anhöhe, auf drei Seiten von Wasser umgeben, wurde nach Westen durch einen Burggraben geschützt. Im unteren Bereich befanden sich die Residenzen Gotemba (御殿場) und Nishi-goten (西御殿) mit einem Bereich für Pferdeställe dazwischen.
1712 änderte sich die Schreibweise auf Grund eines Schreibfehlers des Shogunats von „木付“ zu „杵築“. Nach der Meiji-Restauration verfiel die Burg, aber 1970 wurde auf dem Burgberg der Burgturm in seiner äußeren Gestalt wieder errichtet. Ein Teil des Samurai-Viertels existiert noch in seiner alten Form. Der Burgberg (shiroyama) ist heute der Shiroyama-Park (城山公園, Shiroyama-kōen). An der Westseite befindet sich der Seien-Schrein (青筵神社, Seien-jinja).

## Bilder

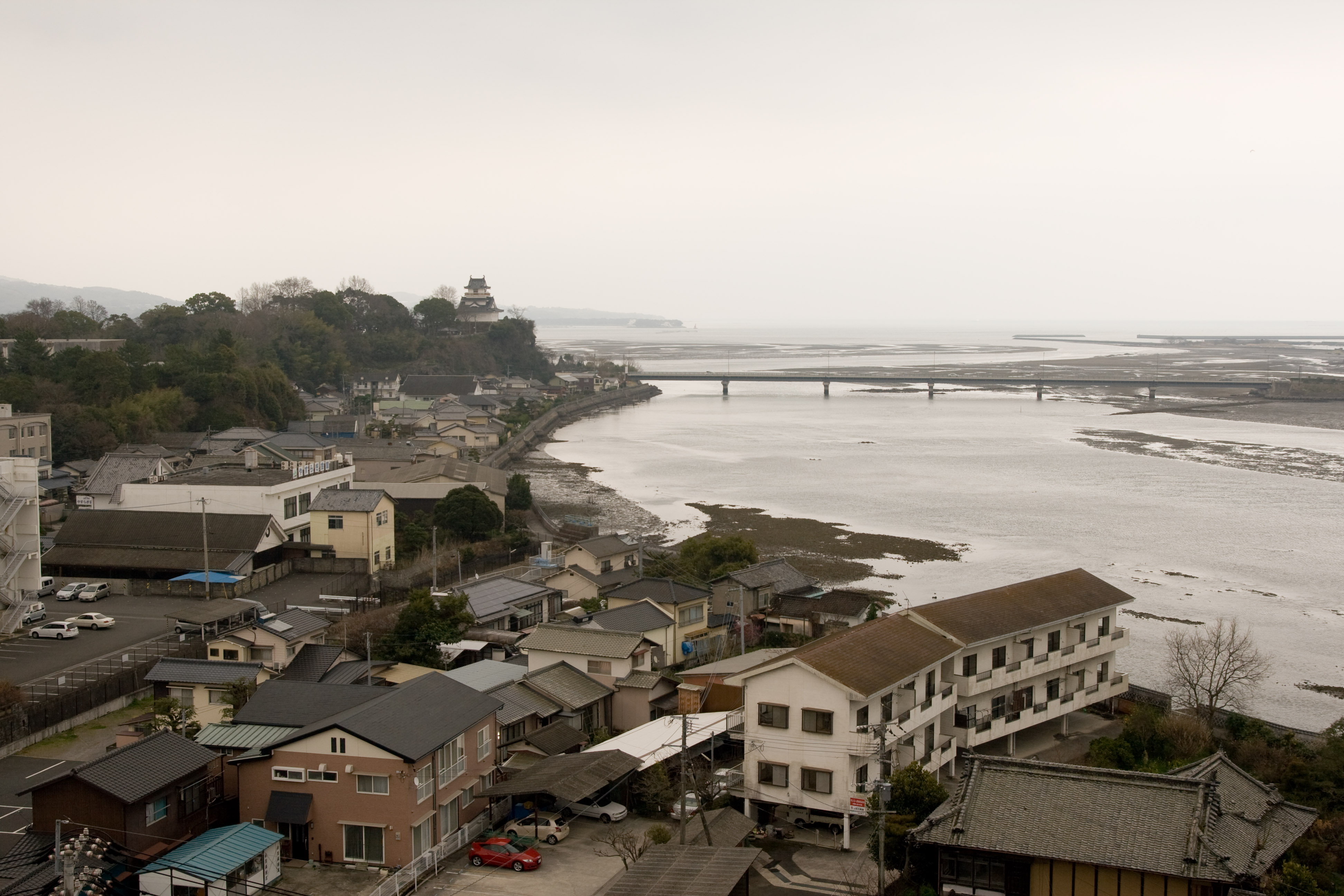
Blick auf die Burg über dem Yasaka-Fluss
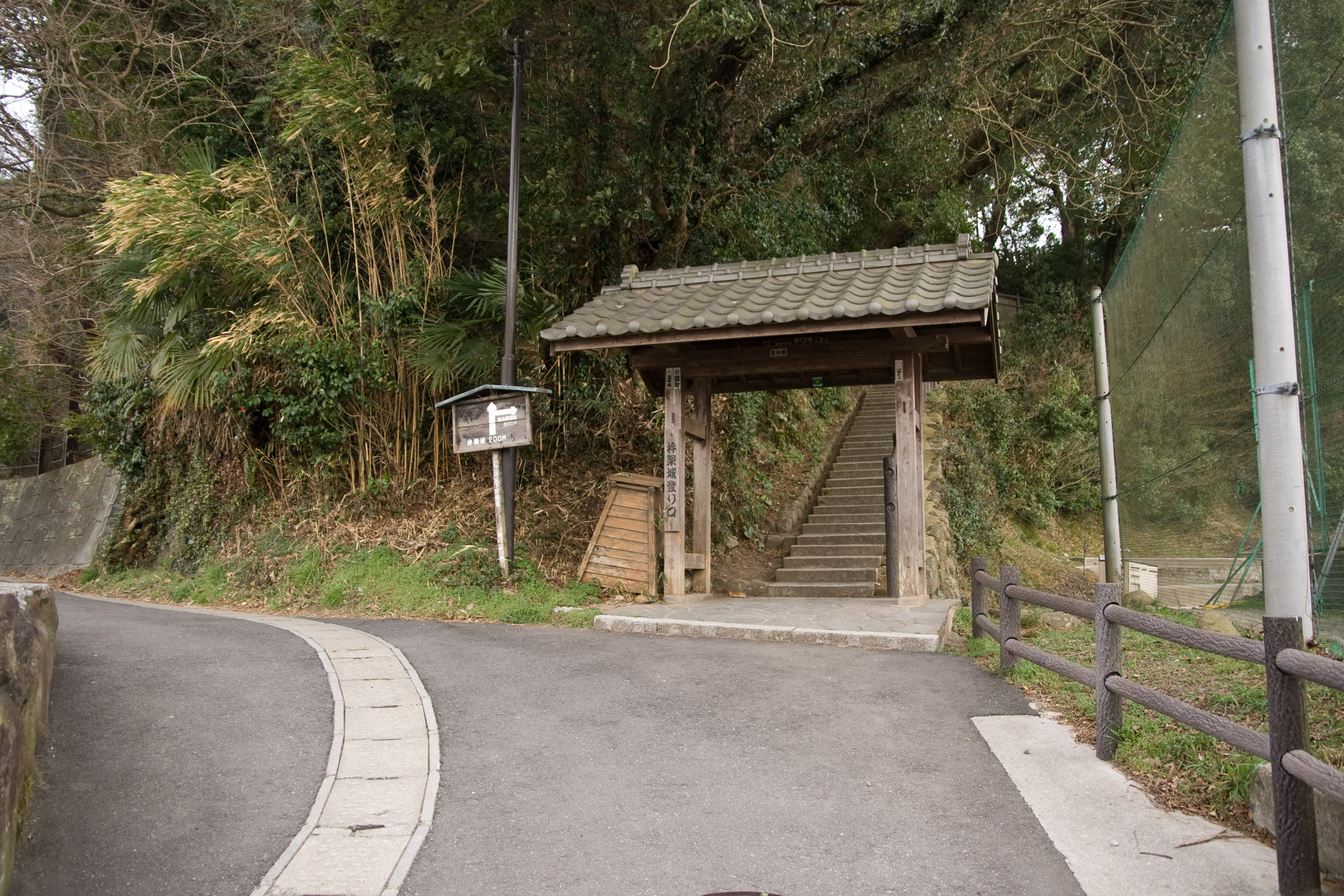
Nebentor zum Burgberg
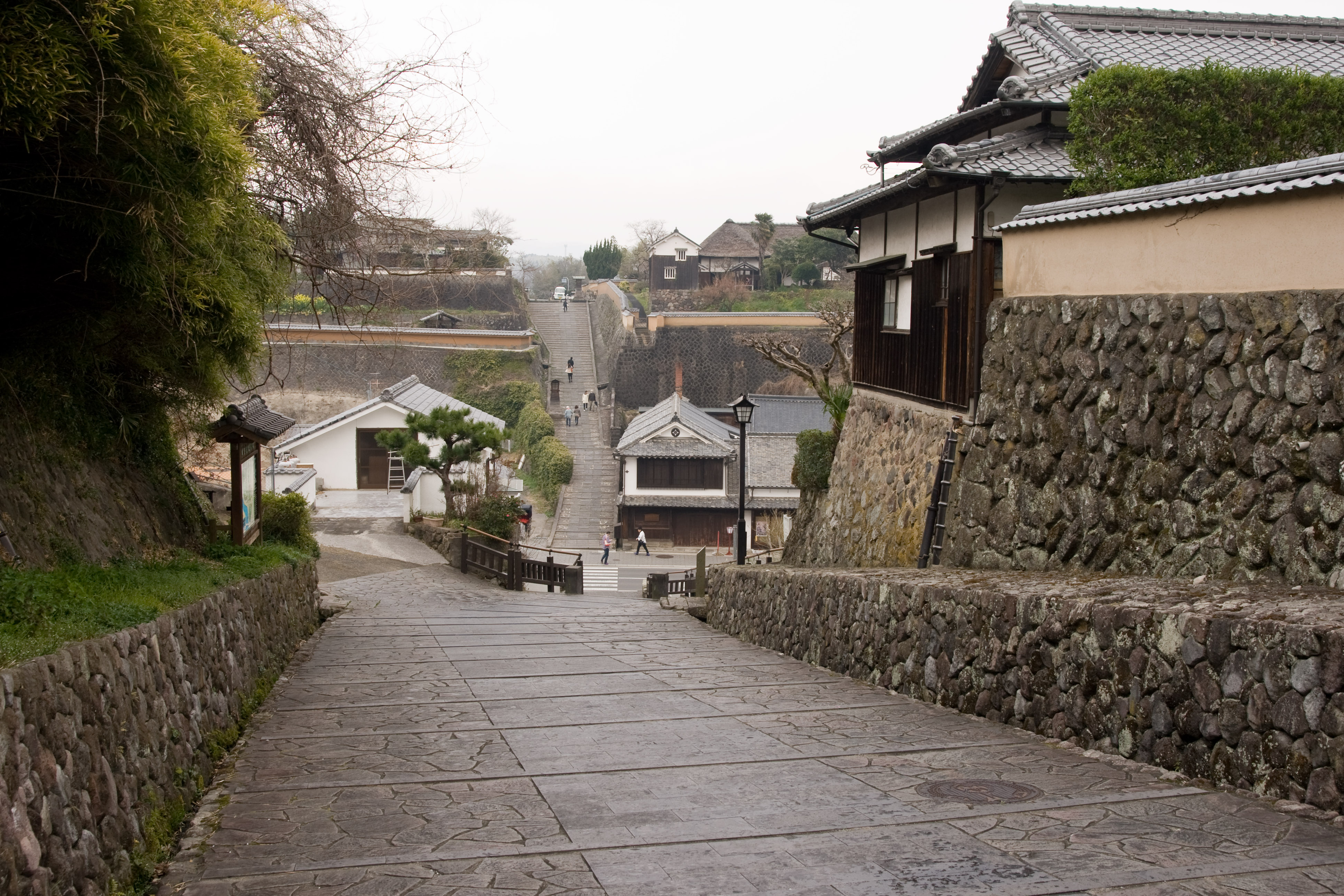
Suya-Hang (酢屋の坂, Suya no saka)